# Oleria ilerdinoides
Oleria ilerdinoides är en fjärilsart som beskrevs av Otto Staudinger 1884. Oleria ilerdinoides ingår i släktet Oleria och familjen praktfjärilar. Inga underarter finns listade i Catalogue of Life.